# Halodiplosis salsolicola
Halodiplosis salsolicola är en tvåvingeart som först beskrevs av Marikovskij 1956.  Halodiplosis salsolicola ingår i släktet Halodiplosis och familjen gallmyggor. Inga underarter finns listade i Catalogue of Life.